# 盧澤恩 (密歇根州)
盧澤恩（英語：Luzerne）是位於美國密歇根州奧斯科達縣大克里克鎮區的一個非建制地區。

## 地理
盧澤恩所處的海拔為高於海平面329米（即1079英呎），而該地所採用的時區為UTC-5，即北美东部時區（EST）。同時該地設有夏令時間，為UTC-5調快一小時，即UTC-4（EDT）。